# Mel Lisboa
Mel Lisboa (Porto Alegre, Rio Grande do Sul; 17 de gener de 1982) és una actriu brasilera.

## Biografia
És filla de l'astròloga Claudia Lisboa Alves i del músic Luíz Alberto Nunes Alves.
Va estudiar cinematografia a la Universitat Federal Fluminense (UFF), a Niterói, però va abandonar els seus estudis per seguir la seva carrera artística. És coneguda per interpretar el paper principal en Presença de Aninha, una minisèrie de Rede Globo.
Va ser part de la portada en la revista Playboy, l'agost de 2004. El 2007, va llançar el llibre, Mundo Afora-Diário de Bordo de Mel Lisboa i es va convertir en presentadora del canal GNT.
Ha guanyat diversos premis al llarg de la seva carrera, entre ells el premi Kikito 2006 a la millor actriu, en el Festival de Gramado. Aquest premi el va rebre per la seva actuació en Sonhos e Desejos
Actualment resideix a la ciutat de São Paulo, encara que també té residència a Rio de Janeiro.

## Vida privada
Està casada amb el músic Felipe Roseno, amb qui té dos fills.

## Filmografia

### Televisió
- Presença de Aninha (Anita, 2001)
- Desejos de Mulher (Gabriela Diniz, 2002)[4]
- Como uma onda (Lenita Paiva, 2004)
- Sete pecados (Carla da Silva, 2007)
- Sansão e Dalila (Dalila, 2011)
- Os Dez Mandamentos (Henutmire (1° fase), 2015)
- Lili, a Ex (Nadine, episodi: "Fantasma!", 2016)[5]
- A Herança (Luciana Ferreira Reis 2017)
- Pacto de Sangue, (Gringa, 2017)[6]
- Prata da Casa (Marina Sampaio, episodi: "Fama", 2017)[7]

### Cinema
- A Cartomante (Vitória, 2003)
- O Casamento de Romeu e Julieta (Joana, 2005)
- Sonhos e Desejos (2006)

## Teatre
- Há Vaga Para Moças de Fino Trato (Lúcia, 2003)
- Brutal (Sol, 2003)
- Luluzinhas (Agnes, 2003)
- Mordendo Os Lábios (Eleonora, 2006)
- Rita Lee Mora ao Lado - O Musical (Rita Lee, 2016)
- Roque Santeiro – O Musical	(Santinha, 2017)